# Misero Spettacolo
Misero Spettacolo è un progetto del cantautore Beppe Tranquillino (Giuseppe Tranquillino Minerva), già compositore, arrangiatore e produttore di altri progetti e di colonne sonore. Formato da 5 musicisti e numerose collaborazioni, il progetto esplora il cantautorato tra musica, teatro, poesia e filosofia.

## Storia del gruppo
Dopo aver calcato i palchi dei migliori festival musicali insieme a grandi nomi del panorama musicale italiano, vengono contattati dal produttore artistico Gabriele Rustichelli della Zeta Promotion. Prodotto dallo Zeta Factory e distribuito dalla Venus Distribuzione, nel 2007 vede la luce il loro disco d'esordio Tutto è un'opinione, concept album che ruota attorno alla teoria della relatività, che porta il progetto ad esibirsi in tutta Italia in circa 250 concerti.
Alla fine del 2009 pubblicano, sempre per Zeta Factory e Venus Distribuzione, il loro secondo concept album di 15 brani inediti L'Inconcepibile, anche questo un concept che stavolta ruota attorno al secondo principio della termodinamica.
Il disco viene anticipato dall'uscita del videoclip "La maculata di Laura" scritto, diretto e prodotto dai Manetti Bros. e dall'apparizione televisiva su Rai2 per la terza stagione della serie TV L'ispettore Coliandro, per la quale i Misero Spettacolo compongono anche la colonna sonora e scrivono la canzone originale "La druda e il soldato" cantata con l'attrice Raffaella Rea.
Nel 2010 musicano la poesia "Primo Settembre di Noie" del poeta Mario Moroni tratta dalla raccolta "Il primo passo" (edizioni Memoria del Mondo).
Nel 2011 musicano i contenuti speciali e backstage della serie "L'ispettore Coliandro - terza stagione" pubblicata in un cofanetto DVD da RaiTrade.
Nel febbraio 2012 Beppe Tranquillino inizia a presentare una trasmissione radio su "OkRadio.it" intitolata "L'Italia dei Pensatori", scritta e ideata per i Misero Spettacolo. 
Nel 2016 pubblicano il terzo disco "Porci, Pecore e Pirati" sempre per Zeta Factory e Believe Digital. Il disco è patrocinato dalla Fondazione Centro Studi Pier Paolo Pasolini della Cineteca di Bologna. Il disco è ispirato al pensiero intellettuale del grande scrittore, giornalista e cineasta italiano riletto in chiave personale e contemporanea dall'autore e compositore delle canzoni Giuseppe Tranquillino Minerva.

## Formazione
- Giuseppe Tranquillino Minerva (Beppe) - voce, chitarra, programmazione
- Massimiliano DiLucchio - basso, clarinetto e sax
- Daniele Chiefa - chitarra e cori
- Luca Boero - piano e cori
- Giuseppe Tortorelli - batteria e percussioni

## Discografia
- 2007 - Tutto è un'opinione
- 2009 - L'inconcepibile
- 2016 - Porci, Pecore e pirati